# علوم الحاسوب الجامعة التكنولوجية
تأسس قسم علوم الحاسوب في الجامعة التكنولوجية في عام 1983 لمواكبة التطورات الحاصلة في مجال علوم الحاسوب وتوظيفها في المجالات التطبيقية وتهيئة الطلبة ليكونوا ملاكاً متخصصاً في هذا المجال الحيوي لخدمة قطرنا العزيز في القطاعات التي تحتاج هذا الاختصاص المهم، يمنح القسم شهادات البكلوريوس (BSc) والمجاستير (MSc) والدكتوراه (PhD) في اختصاصات علوم الحاسوب وخلال سنوات عمله تطور القسم بإتجاه التخصص العلمي فحالياً يمنح القسم شهادة البكلوريوس في ست اختصاصات وهي اختصاص البرمجيات (Software)، نظم المعلومات (Information Systems)، الذكاء الإصطناعي (Artificial Intelligence)، أمنية الحاسوب (Computer Security)، إدارة الشبكات (Networks Management) والوسائط المتعددة (Multimedia) ويدرس الطلبة الجوانب النظرية والتطبيقية لهذه العلوم علماً إن الجانب العلمي يعد جزءً مهماً من متطلبات الدراسة. يقدم القسم الإستشارت المتخصصة في مجال الحاسبات الإلكترونية لمؤسسات الدولة كما إن له نشاطاً ملموساً في التطوير المتخصص في هذا المجال للعاملين في دوائر الدولة من خلال الدورات التي تنظم في مركز التعليم المستمر بالتعاون مع القسم إذ تنظم دورات سنوية متخصصة.
نبذة عن الدراسات العليا في قسم علوم الحاسوب
منح قسم علوم الحاسوب شهادة الماجستير في اختصاص علوم الحاسبات منذ عام 1986 وأنجز دراسات بحثية في مجالات تطبيقية مختلفة من خلال هذه الدراسة وقد باشر القسم أيضاً بمنح شهادة الماجستير في اختصاص أمنية الحاسبات منذ عام 1999 كما وباشر القسم بمنح شهادتي الماجستير في اختصاص نظم المعلومات والذكاء الاصطناعي منذ العام 2007 بالإضافة إلى منح شهادة الدكتوراه في تخصص الحاسبات منذ عام 1995 ويعتمد القبول في الدراسات العليا على احتياجات القطر وتوجهات القسم العلمية.

## فروع القسم
تأسس فرع البرمجيات منذ تأسيس القسم في عام 1983 حيث كان يدعى سابقاً باسم فرع الحاسوب وتغير إسمه إلى فرع البرمجيات في العام الدراسي 2004-2005 يعمل خريج فرع البرمجيات في مجال فهم وتصميم وتطوير البرامج كما ويمتلك الخبرات في مجال البنيات الأساسية للبيانات وطرق تخزينها ونقلها وتنفيذ خوارزميات الحساب وطرق البرمجة الشيئية ومفاهيم الشبكات والإتصال ونقل المعلومات.
تأسس فرع نظم المعلومات سنة 1997-1998 يعمل خريج فرع نظم المعلومات في مجال بناء أنظمة المعلومات التي تعمل على تجميع وتوثيق وفرز البيانات وإظهارها كمعلومات في الوقت المناسب وبشكل دقيق مما يساعد الشخص المسؤول على إتخاذ القرار المناسب كما يملك الخريج الخبرة في تحليل أنظمة المعلومات بهدف تطويرها وتحسين أدائها.
تأسس فرع الذكاء الاصطناعي في عام 2002-2003 ويعمل خريج فرع الذكاء الاصطناعي في مجال فهم وتصميم وتطوير البرامج والأنظمة الذكية كما ويمتلك الخبرات في طرق تمثيل المعرفة وطرق الإستدلال على الحقائق والتي من خلالها يتحقق الوصول إلى التنفيذ الآلي المتكامل للمنظومات.
تأسس فرع أمنية الحاسوب سنة 2004-2005 ويعمل خريج فرع أمنية الحاسوب في مجال فهم وتطوير البرامج والأنظمة الآمنة وتطوير طرق الحماية للبيانات ومخازنها من العبث والاستراق ويمتلك الخبرات في فهم طرق وخوارزميات التشفير الأساسية وكذلك في اكتشاف المتطفلين على شبكات الحاسوب وطرق إخفاء المعلومات الرقمية الهامة باستخدام النصوص أو الصور أو الصوت أو الفديو الرقمي.
تأسس فرع إدارة الشبكات في عام 2011 ضمن فروع علوم الحاسوب ويعمل خريجوا الفرع في مجال برمجة تطبيقات الشبكات والإنترنيت وتصميم وبرمجة المواقع بالإضافة إلى تعلم أساسيات تصميم وربط الشبكات كما ويمتلك الخبرات في مجال طرق نقل البيانات بشكل أمين من خلال الشبكات بكلا النوعين من الاتصالات السلكية واللاسلكية.
تأسس فرع الوسائط المتعددة في العام 2012-2013 ضمن فروع القسم وجاء الغرض من فتح هذا الفرع لتلبية حاجة المجتمع للتعامل مع الصور والصوت والمقاطع الفيديوية (Multimedia) ويعمل خريجو الفرع في مجال برمجة تطبيقات الصور والصوت والأفلام كما ويعنى بتصميم الوسائط المتعددة وتطبيقاتها في التلفزيون والهاتف النقال والكاميرات الفيديوية وغيرها ونظراً لحاجة المجتمع إلى الإنترنت فهو يجهز خريجيه للتعامل مع الشبكة من خلال تعلم طرق ضغط البيانات ومجال العمل لخريجيه مفتوح لتعلمهم الرسم الثلاثي الأبعاد والتحريك الذي يوفر لهم البيئة للعمل في مجال صناعة الأفلام المتحركة والإخراج البرمجي.

## مواقع إلكترونية
- موقع الجامعة الرسمي
- موقع القسم الرسمي